# Bessines-sur-Gartempe (tổng)
Tổng Bessines-sur-Gartempe là một tổng của Pháp tọa lạc tại tỉnh Haute-Vienne trong vùng Nouvelle-Aquitaine của Pháp.

## Địa lý
Tổng này được tổ chức xung quanh Bessines-sur-Gartempe trong quận Bellac. Độ cao khu vực này là 250 m (Bessines-sur-Gartempe) đến 576 m (Razès) độ cao trung bình trên mực nước biển là 347 m.

## Hành chính
| Giai đoạn | Ủy viên          | Đảng | Tư cách                          |
| --------- | ---------------- | ---- | -------------------------------- |
| 1946-     | Adrien Tixier    | PS   | ministre của Intérieur           |
| 2001-2008 | Bernard Brouille | PS   | Thị trưởng Bessines-sur-Gartempe |
| 2008-2014 | Bernard Brouille | PS   |                                  |

## Phân chia đơn vị hành chính
Tổng Bessines-sur-Gartempe được chia thành 5 xã và khoảng 5 165 người (điều tra dân số năm 1999 không tính trùng dân số).
| Xã                    | Dân số | Mã bưu chính | Mã insee |
| --------------------- | ------ | ------------ | -------- |
| Bessines-sur-Gartempe | 2 743  | 87250        | 87014    |
| Folles                | 508    | 87250        | 87067    |
| Fromental             | 451    | 87250        | 87068    |
| Razès                 | 997    | 87640        | 87122    |
| Saint-Pardoux         | 466    | 87250        | 87173    |

## Thông tin nhân khẩu
| 1962                                                     | 1968  | 1975  | 1982  | 1990  | 1999  |
| -------------------------------------------------------- | ----- | ----- | ----- | ----- | ----- |
| 6 284                                                    | 6 702 | 5 751 | 5 543 | 5 512 | 5 165 |
| Nombre retenu à partir de 1962 : dân số không tính trùng |       |       |       |       |       |